# Хорошая (альбом)
«Хоро́шая» — шестой студийный и десятый в общей хронологии альбом группы «Тайм-Аут».
Альбом записан на студии Андрея Дорофеева, издан студией «Мистерия звука» в 2001 году.

## Список композиций
| №   | Название             | Авторы      | Продолжительность |
| --- | -------------------- | ----------- | ----------------- |
| 1.  | Хорошая              | —           | 0:46              |
| 2.  | Возьми мое сердце    | А. Минаев   | 3:43              |
| 3.  | Шире шаг             | А. Минаев   | 4:13              |
| 4.  | Пьяная песня         | П. Молчанов | 2:48              |
| 5.  | Летчик               | А. Минаев   | 3:55              |
| 6.  | Школьница            | А. Минаев   | 3:31              |
| 7.  | Будет ещё круче      | А. Минаев   | 3:25              |
| 8.  | Look                 | А. Минаев   | 3:44              |
| 9.  | Dым                  | А. Минаев   | 3:59              |
| 10. | Время полночных снов | П. Молчанов | 4:59              |
| 11. | Taxi                 | П. Молчанов | 4:01              |
| 12. | Не тормози           | А. Минаев   | 3:24              |
| 13. | Автономное питание   | С. Степанов | 2:13              |

## Состав
Приводится дословное цитирование с буклета альбома.
- Павел Молчанов (Торвлобнор Петрович Пуздой) — акустическая гитара, вокал, электрогитара, клавиши, в бубен и маракас;
- Александр Минаев (Акакий Назарыч Зильбернштейн) — бас, вокал, бубен, запись и сведение;
- Сергей Степанов (Гагей Гагеич Сикорский-Конченый) — соло-гитара, вокал;
- Андрей Родин (Архимандрей Кислородин) — барабаны, тарелки;
- Сергей Педченко (Чидазл) — звукорежиссёр, запись и сведение;
- Алексей Каневский — директор, исполнительный продюсер.

## Дополнительная информация
Альбом был выпущен в формате CD-Extra, таким образом на диске помимо самих песен были представлены дополнительные материалы:
- клип на песню «Шире шаг»;
- многосерийный фильм Квачи прилетели, снятый в 1992 году;
- отрывок концерта на Северном полюсе 1995 года.

Впоследствии эти видеозаписи были также включены в официальный mp3-сборник группы.